# Schloss Neuhof (Pommern)

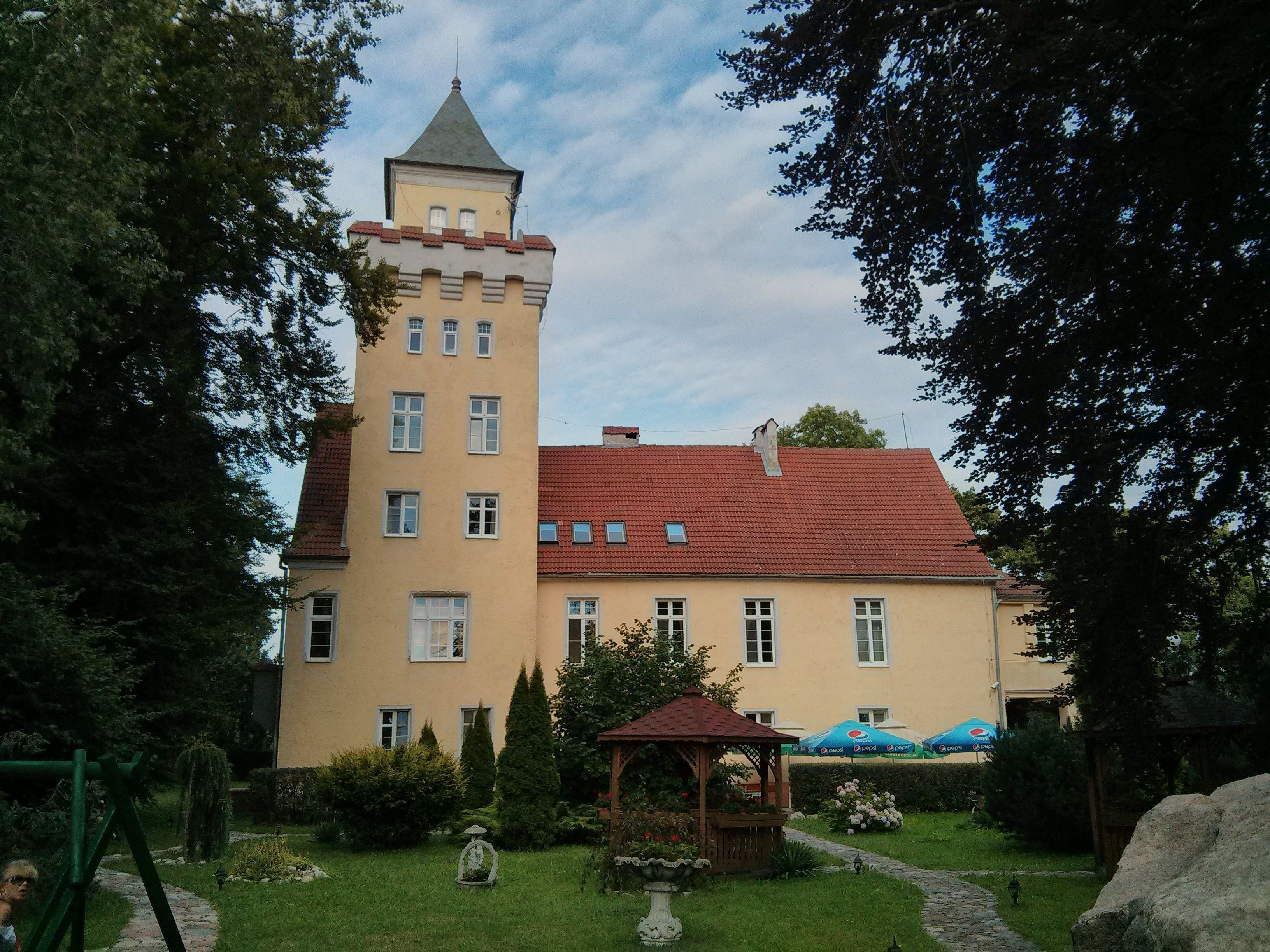
Schloss Neuhof

Schloss Neuhof (polnisch Zamek Nowęcin) ist ein heute als Hotel genutztes Schloss in Nowęcin, Powiat Lęborski (Kreis Leba), Woiwodschaft Pommern.

## Geschichte
Im Jahr 1372 verlieh Hochmeister Winrich von Kniprode den Ort Leba an Dietrich von Weiher. Nach schweren Zerstörungen bei einer Sturmflut ließ Claus von Wiher den mit Wall und Graben befestigten „neuen Hof“ errichtet, daher der Name des Schlosses.
Mitte des 16. Jahrhunderts ließ Ernst von Weiher den Hof im Renaissancestil umbauen und ließ an die Jerusalem-Kapelle einen Ostflügel anbauen. Ab 1781 war das Schloss in Besitz der von Somnitz auf Charbrow und wechselte danach einige Male den Besitzer. Um 1909 ließ Leon Ritzke das Schloss um einen Westflügel und um einen sechsstöckigen Turm erweitern und vor die Kapelle einen Anbau mit Bogengang setzen.
Die Kapelle trägt noch ein Tonnengewölbe mit Lünetten und in der Nische eine Votivtafel mit Inschrift GWMUITG – 1567 – EWAUM (Gott war mit uns in Todes gefahr – Er wirkt an uns Mächtiglich), gestiftet von Ernst von Weiher, der 1567 schwer verwundet aus dem Livländischen Krieg zurückkehrte.